# Viktor Pynzenyk
Viktor Mykhaïlovytch Pynzenyk (en ukrainien : Віктор Михайлович Пинзеник), né le 15 avril 1954 à Smolohovytsia (oblast de Transcarpatie, RSS d'Ukraine) est un économiste et homme politique ukrainien de centre-droit, plusieurs fois ministre du gouvernement ukrainien et député à la Verkhovna Rada.
Pynzenyk est crédité de la réforme économique dans l'Ukraine post-soviétique : il aide le pays à se convertir à l'économie de marché et introduit en septembre 1996 la nouvelle devise de l'Ukraine, la hryvnia, avec l'aide du futur Premier ministre Viktor Iouchtchenko (alors président de la banque nationale d'Ukraine).

## Biographie

### Enfance
Viktor Pynzenyk naît le 15 avril 1954 à Smolohovytsia, dans l'oblast de Transcarpatie (RSS d'Ukraine), de Mykhaïlo et Maria Pynzenyk. Il étudie à l'université de Lviv, dont il obtient un diplôme d'économie en 1975. Il y mène ensuite une thèse en sciences économiques jusqu'en 1979 : sa soutenance réussie l'année suivante lui octroie le grade de candidat ès sciences (équivalent approximatif d'un doctorat de tradition française ou anglo-saxonne). Il poursuit ses travaux à l'université d'État de Moscou, dont il reçoit le titre de docteur ès sciences en 1989, avant de réintégrer son alma mater de Lviv un an plus tard en tant que professeur d'économie.

### Carrière politique et économique
Après l'indépendance de l'Ukraine, Pynzenyk est élu à la Verkhovna Rada (Parlement) le 4 janvier 1992 ; il y siège à la commission des réformes économiques. La même année, il est nommé vice-Premier ministre et ministre de l'Économie. Au cours de son mandat, il introduit les premières réformes visant à adapter le pays à l'économie de marché
En mars 1992, Pynzenyk est réélu à la Rada sous la bannière des partisans de la réforme, exerçant ses fonctions de député jusqu'en avril 1998. Il siège à la commission des finances et des opérations bancaires. En outre, du 31 octobre 1994 au 5 septembre 1995, il sert de nouveau au Gouvernement Massol II en tant que premier vice-Premier ministre, puis en tant que vice-Premier ministre du 3 août 1995 au 7 avril 1997.
Après un troisième mandat de député de 1998 à 2002, Pynzenyk est une nouvelle fois réélu sous l'étiquette du bloc électoral « Notre Ukraine ». Trois ans plus tard, après la Révolution orange, il est nommé ministre des Finances, poste qu'il occupe de février 2005 à août 2006. Le 3 novembre 2007, il entame un sixième mandat de député en tant que membre des Réformateurs et du Parti de l'Ordre[réf. nécessaire], qui a participé aux élections en tant qu'élément du bloc de Ioulia Tymochenko. Il redevient ministre des Finances dans le gouvernement de cette dernière, mais démissionne en février 2009, accusant Tymochenko de vouloir « un artiste capable de peindre un joli tableau, plutôt qu'un ministre des Finances qui travaillerait à l'amélioration de l'économie ».

## Vie personnelle
En parallèle de sa carrière politique, Viktor Pynzenyk est professeur à l'université de Lviv. Il a également été nommé docteur honoris causa de l'Académie Mohyla de Kiev et de l'Institut de sciences économiques de Ternopil. En 2004, il se voit attribuer le titre d'« Économiste émérite d'Ukraine ».
De son mariage avec Maria Romanivna (née en 1969), Viktor Pynzenyk a deux fils, Volodymyr (né en 1993) et Vitali (né en 2007). Il a également deux filles d'un mariage précédent, Olga (née en 1981) et Ioulia (née en 1989). Les passe-temps de Pynzenyk incluent le tourisme, un intérêt pour la musique, et le jeu de cartes connu sous le nom de préférence russe (en). Sa déclaration de revenus pour 2006 s'élevait à 265 200 hryvnias (environ 40 000 euros).